# Kichera
Kichera (no, Kichepa) (en ruso: Киче́ра (no, Кинепа) es una localidad de la república de Buriatia, Rusia, ubicada en el extremo norte del lago Baikal. Su población era de 1375 habitantes en el año 2010.

## Historia
Kichera obtuvo el estatus de asentamiento urbanístico en 1979.